# Jingpo
I jingpo (in cinese: 景颇族 jǐngpōzú; in birmano: ကချင်‌လူမျိုး; nomi propri: jingpo, tsaiva, lechi) sono un gruppo etnico che vive prevalentemente nel nord della Birmania (Stato Kachin) e nell'ovest della Cina (Yunnan). Piccole comunità di jingpo vivono anche negli Stati all'estremo nord-ovest dell'India.

## Popolazione e distribuzione

### Birmania
Secondo una stima del 2001, i jingpo della Birmania erano circa 900.000. Sono stanziati soprattutto nello Stato Kachin e vengono chiamati anche kachin, assieme ad altri gruppi etnici tra cui gli atsi (tsaiva), i maru (naingvaw), i lashi, i nung (rawang) e i lisu. Diversi jinpo vivono anche nello Stato Shan.

### Cina
Nel censimento cinese del 2010, la popolazione jingpo era di 147.828 persone. Sono concentrati in prevalenza nella Prefettura autonoma dai e jingpo di Dehong, nella parte ovest della provincia dello Yunnan. I jingpo sono uno dei 56 gruppi etnici riconosciuti ufficialmente dalla Repubblica popolare cinese.

### India
Nel nord-ovest dell'India, dove sono chiamati singpho, secondo una stima del 2018 erano circa 8.500 di cui 5.600 in Arunachal Pradesh, 2.600 in Assam e 300 in Meghalaya.

## Lingua
Questo popolo parla due lingue differenti, il jingpo, la vera lingua nativa, e lo tsaiva, che fanno parte delle lingue tibeto-birmane.

### Jingpo
Il jingpo (chiamato anche jinghpaw o kachin) è parlato da 900.000 persone in Birmania e da 140.000 persone in Cina. La lingua fa parte dei ceppi sino-tibetano, tibeto-birmano, jingpo-konyak-bodo e jingpo-Lu. Il jingpo, inoltre, è di mutua intelligibilità con la lingua tsaiwa.

### Tsaiva
Lo tsaiva (o anche tsaiwa, atsi, zǎiwǎyǔ 载瓦语 Zi) è parlato da circa 80.000 persone in Cina e da 30.000 persone in Myanmar. È classificato fuori dalla Cina come sino-tibetano, tibeto-birmano, yi-birmano, birmano del nord. Lo tsaiva parlato nel villaggio di Longzhun (distretto di Xishan nella regione di Luxi in Cina) è stato scelto per esprimere la lingua tsaiva con l'alfabeto latino, un'opzione ufficialmente introdotta nel 1957.

## Storia dei kachin in Birmania

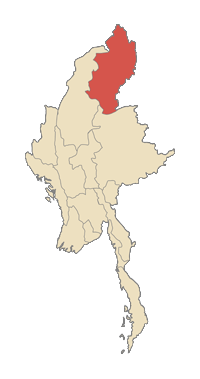
Lo stato Kachin in Birmania

I kachin sono un popolo spesso noto per la loro secolare autonomia sociale, per le notevoli doti nel combattimento, per le complesse interazioni fra i vari clan, per la fede nel cristianesimo, per la conoscenza dei numerosi tipi di erba che coltivano e per la loro innata abilità di sopravvivenza in luoghi ostili, come la giungla.
Altri gruppi etnici che vivono nello Stato Kachin sono gli shan, i nāga e i birmani (detti anche bamar o myanma). Durante il periodo coloniale britannico, molte tribù kachin furono ferocemente sottomesse. In seguito molti guerriglieri kachin diedero un significativo apporto alle unità britanniche e americane contro l'impero giapponese durante la seconda guerra mondiale.
Dopo la fine della guerra e l'indipendenza della Birmania dal Regno Unito, ritornarono a galla i vecchi conflitti tra le minoranze etniche, come quello tra i kachin e il governo centrale birmano. I soldati dello Stato Kachin entrarono a far parte delle forze birmane e rimasero leali all'amministrazione centrale quando nel 1961 fu istituita l'Organizzazione per l'Indipendenza del Kachin (Kachin Independence Organisation o KIO) con il relativo Esercito di indipendenza di Kachin (KIA).
Il KIO fece alleanze con altri gruppi etnici per resistere all'occupazione birmana, e in seguito, nonostante fossero un gruppo armato non-comunista, collaborarono con il Partito Comunista di Birmania, appoggiato dai cinesi.

La bandiera del KIA

Il KIO continuò a combattere quando nel 1988 alla dittatura di Ne Win fece seguito un'altra incarnazione della giunta militare chiamata "Consiglio di Stato per la Restaurazione della Legge e dell'Ordine", ridenominata nel 1997 Consiglio di Stato per la Pace e lo Sviluppo (CSPS). Con il graduale ritiro del supporto cinese, nel 1989 il Partito Comunista Birmano si frazionò in piccoli gruppi guidati da signori della guerra che negoziarono accordi di cessate il fuoco con la giunta. Ciò portò il KIO ad essere circondato da organizzazioni allineate con il CSPS.
Pressato dai battaglioni schierati e riarmati dell'Esercito della Birmania, e sollecitato a riappacificarsi dalla popolazione civile che soffriva per i molti anni di guerra, nel 1994 il KIO firmò trattati di pace con la giunta.
Il termine dei conflitti non portò né sicurezza né prosperità ai kachin. Con la fine delle ostilità, la presenza dell'esercito birmano è cresciuta notevolmente anziché diminuire. I militari birmani hanno trattato la popolazione locale come nel periodo di guerra. Di conseguenza i kachin hanno sofferto le loro brutalità come il lavoro forzato e gli stupri.